# Madison (taniec)
Madison to amerykański taniec towarzyski, w metrum 2/4 lub 4/4. Stworzony w Columbus ukształtował się pod koniec lat 50. XX wieku.

## Podstawowe kroki
- Krok do przodu

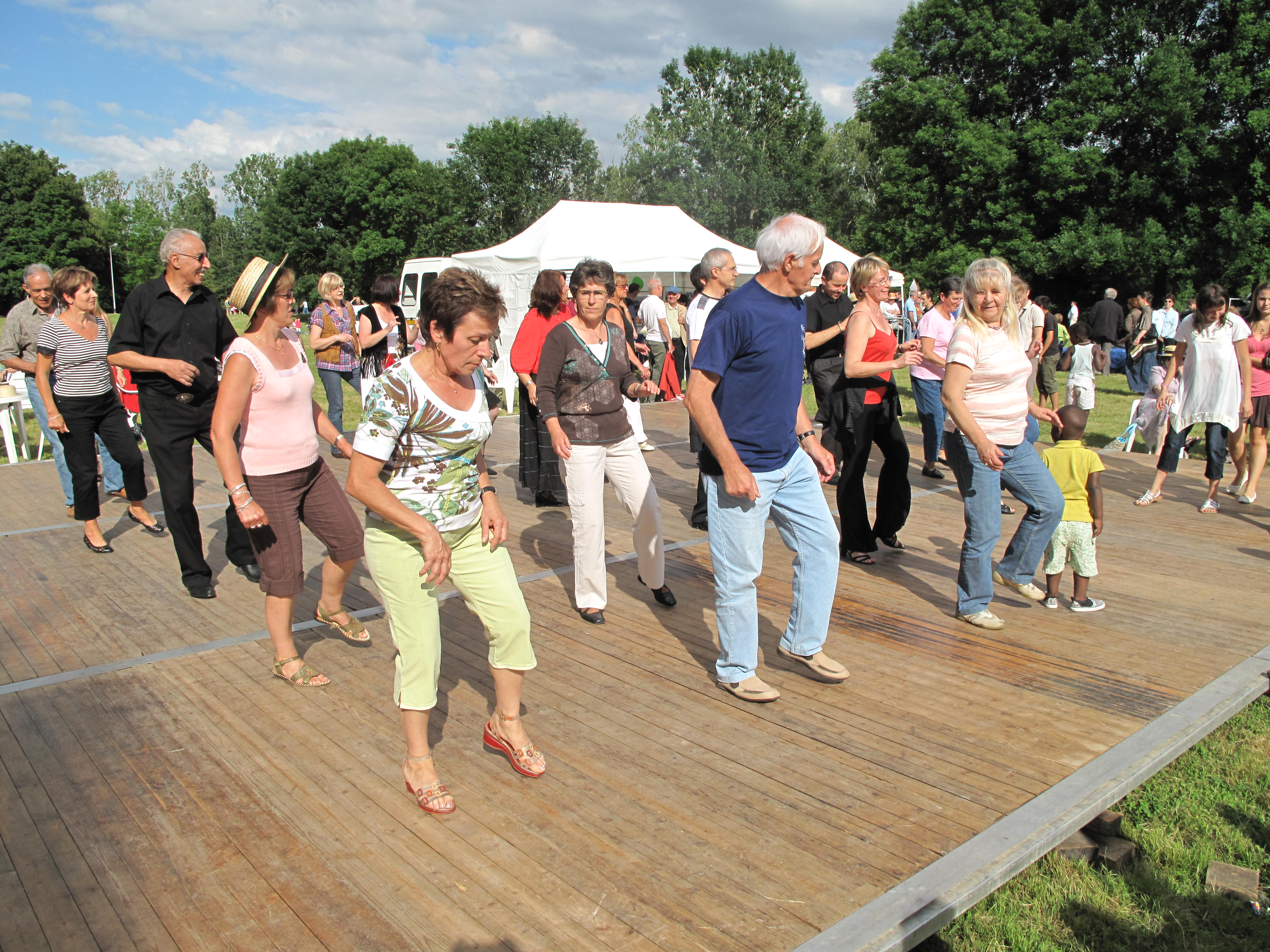
Madison tańczony w Columbus

- Prawa do lewej strony i klaśnięcie
- Krok z powrotem na prawej stronie
- Ruch lewa stopa z powrotem i wszerz w prawo
- Ruch lewa stopa z lewej
- Ruch lewa stopa z powrotem i wszerz w prawo